# Matèria tova

Diagrama de fases d'una transició de fase quàntica de segon ordre

La matèria tova o matèria condensada tova és un tipus de matèria que es pot deformar o alterar estructuralment per estrès tèrmic o mecànic de magnitud similar a les fluctuacions tèrmiques.
La ciència de la matèria tova és un subcamp de la física de la matèria condensada. Els materials tous inclouen líquids, col·loides, polímers, escumes, gels, materials granulars, cristalls líquids, carn i diversos biomaterials. Aquests materials comparteixen una característica comuna important: els comportaments físics predominants es produeixen a una escala d'energia comparable amb l'energia tèrmica a temperatura ambient (de l'ordre de kT), i l'entropia es considera el factor dominant. A aquestes temperatures, els aspectes quàntics generalment no són importants. Quan els materials tous interactuen favorablement amb les superfícies, s'aixafen sense una força de compressió externa.
Pierre-Gilles de Gennes, anomenat el "pare fundador de la matèria tova", va rebre el Premi Nobel de Física el 1991 per descobrir que els mètodes desenvolupats per estudiar els fenòmens d'ordre en sistemes simples es poden generalitzar als casos més complexos que es troben en la matèria tova, en particular, als comportaments dels cristalls líquids i els polímers.

## Història
La comprensió actual de la matèria tova va sorgir del treball d'Albert Einstein sobre el moviment brownià, entenent que una partícula suspesa en un fluid ha de tenir una energia tèrmica similar a la del propi fluid (de l'ordre de kT). Aquest treball es va basar en la investigació establerta sobre sistemes que ara es considerarien col·loides.
Les propietats òptiques cristal·lines dels cristalls líquids i la seva capacitat de fluir van ser descrites per primera vegada per Friedrich Reinitzer el 1888, i caracteritzades per Otto Lehmann el 1889. El muntatge experimental que Lehmann va utilitzar per investigar els dos punts de fusió del benzoat de colesterol encara s'utilitza en la investigació dels cristalls líquids des de l'any 2019 aproximadament.
El 1920, Hermann Staudinger, guardonat amb el Premi Nobel de Química de 1953, va ser la primera persona a suggerir que els polímers es formen mitjançant enllaços covalents que uneixen molècules més petites. La idea d'una macromolècula era desconeguda en aquell moment, ja que el consens científic era que els pesos moleculars elevats registrats de compostos com el cautxú natural es deuen, en canvi, a l'agregació de partícules.
L'ús de l'hidrogel en el camp biomèdic va ser iniciat el 1960 per Drahoslav Lím i Otto Wichterle. Junts, van postular que l'estabilitat química, la facilitat de deformació i la permeabilitat de certes xarxes de polímers en ambients aquosos tindrien un impacte significatiu en la medicina, i van ser els inventors de la lent de contacte tova.
Aquests camps aparentment separats van ser influenciats i units dramàticament per Pierre-Gilles de Gennes. El treball de de Gennes en diferents formes de matèria tova va ser clau per comprendre la seva universalitat, on les propietats dels materials no es basen en la química de l'estructura subjacent, sinó en les estructures mesoscòpiques que crea la química subjacent. Va ampliar la comprensió dels canvis de fase en cristalls líquids, va introduir la idea de reptació pel que fa a la relaxació dels sistemes polimèrics i va mapejar amb èxit el comportament dels polímers al model d'Ising.

## Física distintiva

L'autoacoblament de fosfolípids individuals en col·loides (liposomes i micel·les) o en una membrana (bicapa).

La matèria tova sorgeix de comportaments interessants que no es poden predir, o que són difícils de predir, directament a partir dels seus constituents atòmics o moleculars. Els materials anomenats matèria tova presenten aquesta propietat a causa d'una propensió compartida d'aquests materials a autoorganitzar-se en estructures físiques mesoscòpiques. L'assemblatge de les estructures de mesoscala que formen el material a macroescala es regeix per baixes energies, i aquestes associacions de baixa energia permeten la deformació tèrmica i mecànica del material. En canvi, en la física de la matèria condensada dura sovint és possible predir el comportament general d'un material perquè les molècules s'organitzen en una xarxa cristal·lina sense canvis en el patró a cap escala mesoscòpica. A diferència dels materials durs, on només es produeixen petites distorsions a causa de l'agitació tèrmica o mecànica, la matèria tova pot patir reordenaments locals dels blocs de construcció microscòpics.
Una característica definidora de la matèria tova és l'escala mesoscòpica de les estructures físiques. Les estructures són molt més grans que l'escala microscòpica (la disposició d'àtoms i molècules), però són molt més petites que l'escala macroscòpica (general) del material. Les propietats i interaccions d'aquestes estructures mesoscòpiques poden determinar el comportament macroscòpic del material. El gran nombre de constituents que formen aquestes estructures mesoscòpiques, i els grans graus de llibertat que això provoca, resulta en un desordre general entre les estructures a gran escala. Aquest desordre condueix a la pèrdua de l'ordre a llarg termini que és característic de la matèria dura.
Per exemple, els vòrtexs turbulents que es produeixen naturalment dins d'un líquid que flueix són molt més petits que la quantitat total de líquid i, tanmateix, molt més grans que les seves molècules individuals, i l'aparició d'aquests vòrtexs controla el comportament general de flux del material. A més, les bombolles que componen una escuma són mesoscòpiques perquè individualment consten d'un gran nombre de molècules, i tanmateix l'escuma en si mateixa consta d'un gran nombre d'aquestes bombolles, i la rigidesa mecànica general de l'escuma emergeix de les interaccions combinades de les bombolles.
Les energies d'enllaç típiques en estructures de matèria tova són d'una escala similar a les energies tèrmiques. Per tant, les estructures es veuen constantment afectades per fluctuacions tèrmiques i experimenten un moviment brownià. La facilitat de deformació i la influència de les interaccions de baixa energia solen provocar una dinàmica lenta de les estructures mesoscòpiques, cosa que permet que alguns sistemes romanguin fora d'equilibri en estats metaestables. Aquesta característica pot permetre la recuperació de l'estat inicial mitjançant un estímul extern, cosa que sovint s'explota en la investigació.
L'autoacoblament és una característica inherent dels sistemes de matèria tova. El comportament complex característic i les estructures jeràrquiques sorgeixen espontàniament a mesura que un sistema evoluciona cap a l'equilibri. L'autoacoblament es pot classificar com a estàtic quan l'estructura resultant es deu a un mínim d'energia lliure o dinàmic quan el sistema es troba en un estat metaestable. L'autoacoblament dinàmic es pot utilitzar en el disseny funcional de materials tous amb aquests estats metaestables mitjançant la captura cinètica.
Els materials tous sovint presenten respostes tant d'elasticitat com viscoses a estímuls externs com ara el flux induït per cisallament o les transicions de fase. Tanmateix, els estímuls externs excessius sovint donen lloc a respostes no lineals. La matèria tova es deforma molt abans de la propagació de l'esquerda, cosa que difereix significativament de la formulació general de la mecànica de la fractura. La reologia, l'estudi de la deformació sota tensió, s'utilitza sovint per investigar les propietats a granel de la matèria tova.

## Classes de matèria tova

Una porció de la doble hèlix d'ADN, un exemple de biopolímer.

La matèria tova consisteix en una gamma diversa de sistemes interrelacionats i es pot classificar àmpliament en certes classes. Aquestes classes no són de cap manera diferents, ja que sovint hi ha solapaments entre dos o més grups.

### Polímers
Els polímers són grans molècules compostes per subunitats repetitives les característiques de les quals es regeixen pel seu entorn i composició. Els polímers engloben plàstics sintètics, fibres i cautxús naturals, i proteïnes biològiques. La recerca en polímers troba aplicacions en nanotecnologia, des de la ciència de materials i l'administració de fàrmacs fins a la cristal·lització de proteïnes.

### Escumes
Les escumes consisteixen en un líquid o sòlid a través del qual s'ha dispersat un gas per formar cavitats. Aquesta estructura confereix una gran relació superfície-volum al sistema. Les escumes han trobat aplicacions en aïllament i tèxtils, i estan sent objecte d'una investigació activa en el camp biomèdic de l'administració de fàrmacs i l'enginyeria de teixits. Les escumes també s'utilitzen en l'automoció per al segellament d'aigua i pols i la reducció de soroll.

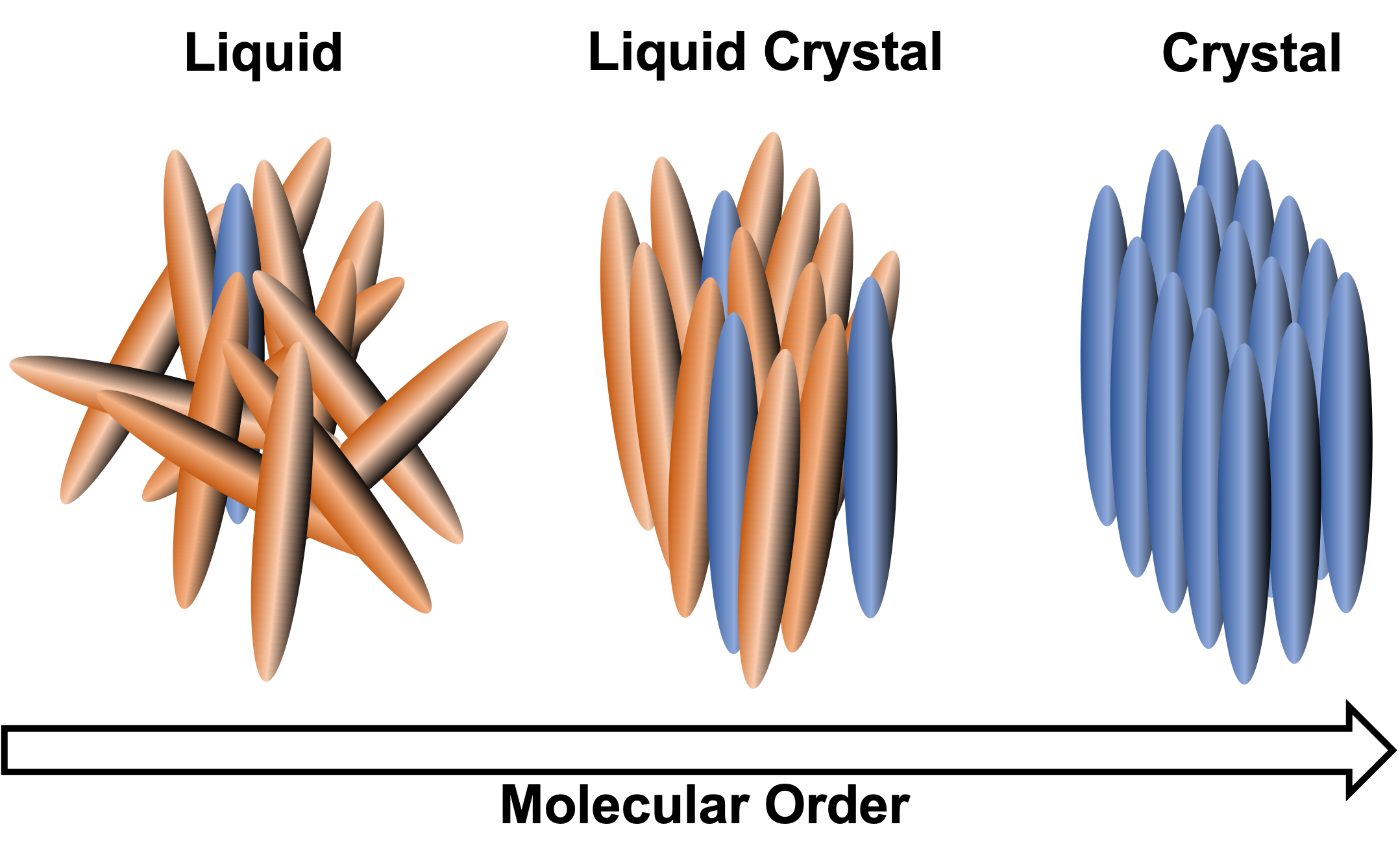
Representació dibuixada de l'ordre molecular dels estats cristal·lí, líquid i líquid.

### Gels
Els gels consisteixen en bastides de polímer 3D no solubles en dissolvents, que estan reticulades covalentment o físicament, que tenen una alta relació dissolvent/contingut. La investigació en la funcionalització de gels sensibles a l'estrès mecànic i tèrmic, així com a l'elecció del dissolvent, ha donat lloc a diverses estructures amb característiques com la memòria de forma, o la capacitat d'unir-se a molècules convidades selectivament i reversiblement.

### Col·loides
Els col·loides són partícules no solubles suspeses en un medi, com ara proteïnes en una solució aquosa. La recerca sobre els col·loides se centra principalment en comprendre l'organització de la matèria, amb les grans estructures dels col·loides, en relació amb les molècules individuals, prou grans com per poder ser observades fàcilment.

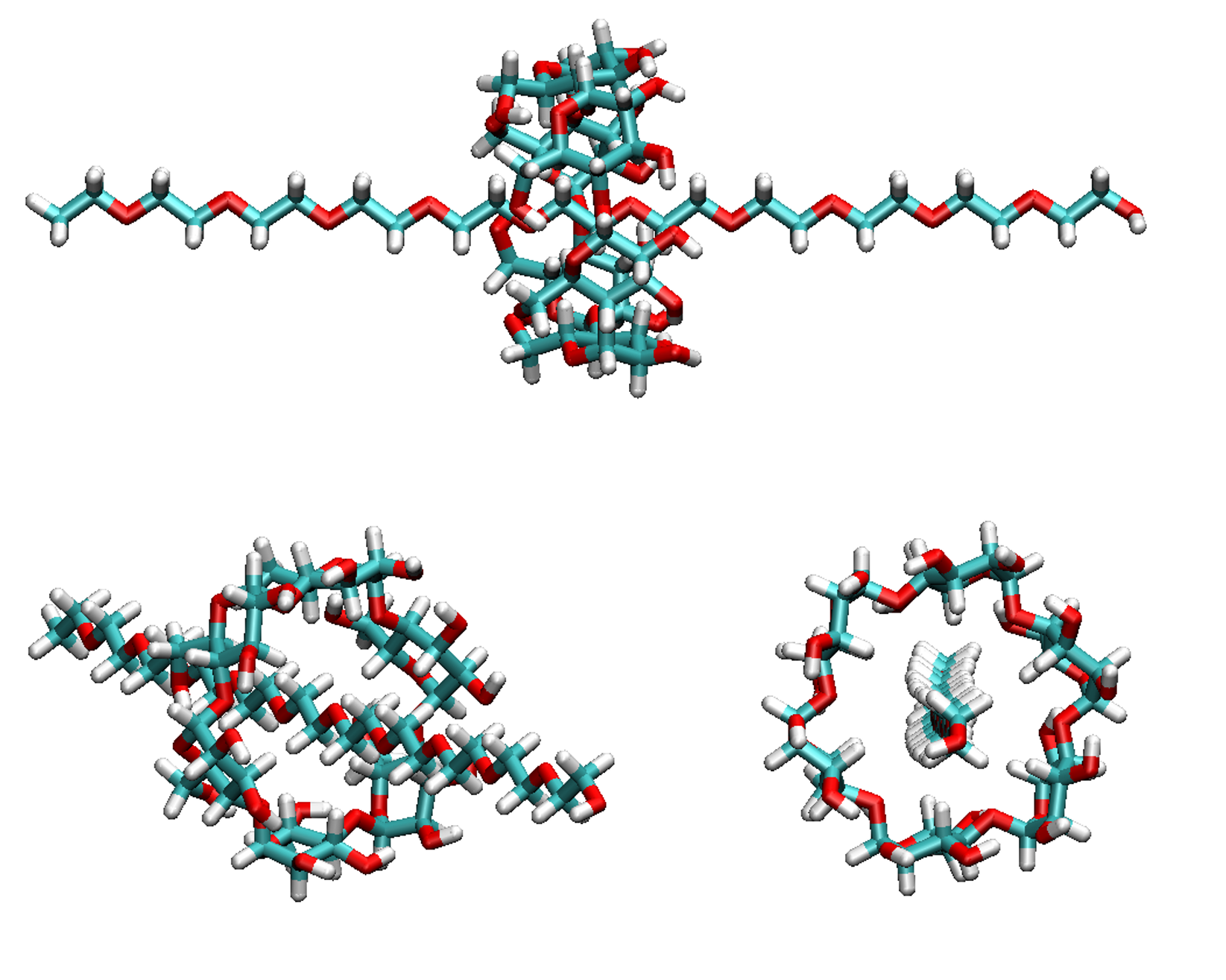
Complex hoste-convidat d'oligòmer de polietilenglicol unit dins d'una molècula d'α-ciclodextrina; una estructura comuna utilitzada en la formació de gels. Els àtoms estan acolorits de manera que el vermell representa oxigen, el cian representa carboni i el blanc representa hidrogen.

### Cristalls líquids
Els cristalls líquids poden estar formats per proteïnes, petites molècules o polímers, que es poden manipular per formar un ordre cohesionat en una direcció específica. Presenten un comportament similar al dels líquids, ja que poden fluir, però també poden obtenir una alineació propera al cristall. Una característica dels cristalls líquids és la seva capacitat de trencar espontàniament la simetria. Els cristalls líquids han trobat aplicacions significatives en dispositius òptics com ara les pantalles de cristall líquid (LCD).

### Membranes biològiques
Les membranes biològiques consisteixen en molècules de fosfolípids individuals que s'han autoassemblat en una estructura de bicapa a causa d'interaccions no covalents. La baixa energia localitzada associada a la formació de la membrana permet la deformació elàstica de l'estructura a gran escala.

## Aplicacions
Els materials tous són importants en una àmplia gamma d'aplicacions tecnològiques, i cada material tou sovint es pot associar amb múltiples disciplines. Els cristalls líquids, per exemple, es van descobrir originalment en les ciències biològiques quan el botànic i químic Friedrich Reinitzer investigava els colesterols. Ara, però, els cristalls líquids també han trobat aplicacions com a pantalles de cristall líquid, filtres sintonitzables de cristall líquid i termòmetres de cristall líquid. Els cristalls líquids actius són un altre exemple de materials tous, on els elements constituents dels cristalls líquids es poden autopropulsar.
Els polímers han trobat diverses aplicacions, des del cautxú natural que es troba en els guants de làtex fins al cautxú vulcanitzat que es troba en els pneumàtics. Els polímers abasten una àmplia gamma de matèria tova, amb aplicacions en la ciència de materials. Un exemple d'això és l'hidrogel. Amb la capacitat de patir un aprimament per cisallament, els hidrogels són molt adequats per al desenvolupament de la impressió 3D. A causa del seu comportament de resposta als estímuls, la impressió 3D d'hidrogels ha trobat aplicacions en una àmplia gamma de camps, com ara la robòtica tova, l'enginyeria de teixits i l'electrònica flexible. Els polímers també abasten molècules biològiques com les proteïnes, on s'han aplicat coneixements de recerca de la matèria tova per comprendre millor temes com la cristal·lització de proteïnes.
La impressió 3D/4D de materials tous està evolucionant, centrant-se en diverses tècniques d'impressió, tipus de materials i les seves àmplies aplicacions en enginyeria i tecnologia. Els mètodes d'impressió clau són l'extrusió i la impressió basada en raig de tinta, l'estereolitografia, la sinterització làser selectiva, l'escriptura directa amb tinta i la fotopolimerització VAT. Una diversitat de materials tous per a la impressió 3D/4D inclou elastòmers, hidrogels, polímers bioinspirats, materials conductors i flexibles, i materials biomimètics basats en raig de tinta per a aplicacions en enginyeria biomèdica, robòtica tova, dispositius portables, tèxtils, tecnologia alimentària i productes farmacèutics. Prevalen els canvis i les limitacions en la complexitat geomètrica del disseny, el cost, la resolució, la compatibilitat de materials, l'escalabilitat i les preocupacions reguladores.
Les escumes poden aparèixer de manera natural, com ara l'escuma d'una cervesa, o crear-se intencionadament, com ara amb els extintors. Les propietats físiques de les escumes han donat lloc a aplicacions que es poden basar en la seva viscositat, amb formes d'escumes més rígides i autoportants que s'utilitzen com a aïllament o coixins, i escumes que presenten la capacitat de fluir que s'utilitzen a la indústria cosmètica com a xampús o maquillatge. Les escumes també han trobat aplicacions biomèdiques en l'enginyeria de teixits com a bastides i biosensors.
Històricament, els problemes considerats en els primers temps de la ciència de la matèria tova eren els relacionats amb les ciències biològiques. Com a tal, una aplicació important de la recerca de la matèria tova és la biofísica, amb un objectiu principal de la disciplina la reducció del camp de la biologia cel·lular als conceptes de la física de la matèria tova. Les aplicacions de les característiques de la matèria tova s'utilitzen per comprendre temes biològicament rellevants com la mobilitat de les membranes, així com la reologia de la sang.